# Dolina Goryczkowa

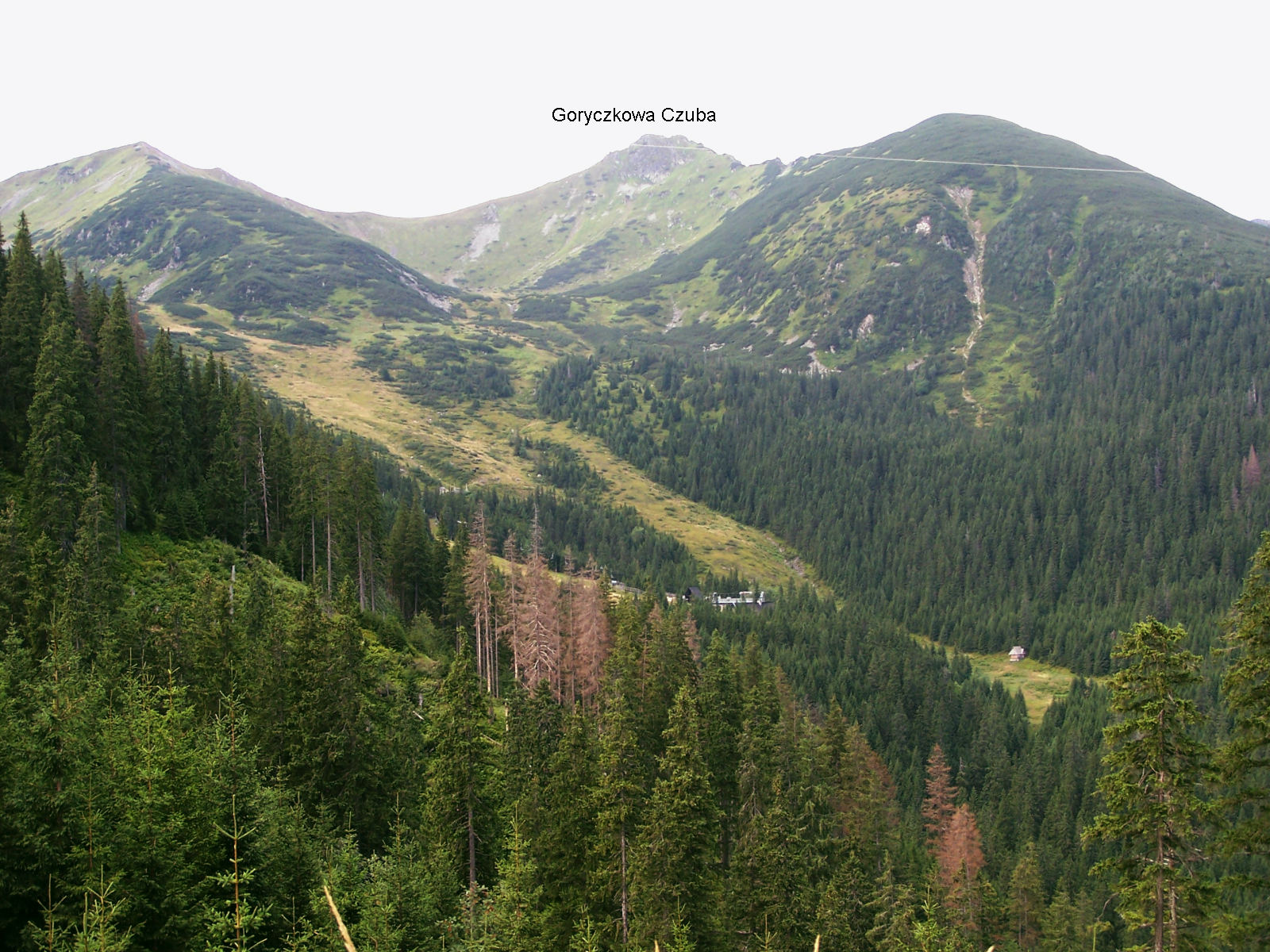
Vom Wanderweg

Die eiszeitlich durch Gletscher geformte Dolina Goryczkowa ist ein Tal in der polnischen Westtatra in der Woiwodschaft Kleinpolen. Es befindet sich auf dem Gemeindegebiet von Zakopane im Powiat Tatrzański.

## Geographie
Das Tal ist ein südliches Seitental des Haupttals Dolina Bystrej und ist von bis zu 1987 Meter hohen Bergen umgeben, u. a. dem Kasprowy Wierch. Die Felswände im Tal sind aus Kalkstein und Granit.
Das Tal fällt von Süden nach Norden von ungefähr 1987 Höhenmetern auf 1150 Höhenmeter herab. Es wird vom Gebirgsfluss Gorczykowy Potok durchflossen. Die Gewässer des Tals fließen zu einem großen Teil unterirdisch.
Das Tal hat zwei Seitentäler:
- Dolina Goryczkowa pod Zakosy
- Dolina Goryczkowa Świńska

## Etymologie
Der Name lässt sich übersetzen mit „Tal des Goryczk“. Der Name rührt von der Alm Hala Goryczkowa.

## Flora und Fauna
Das Tal liegt oberhalb und unterhalb der Baumgrenze und wird im oberen Bereich von Bergkiefern und im unteren Bereich von Nadelwald bewachsen. Das Tal ist Rückzugsgebiet für zahlreiche Säugetiere und Vogelarten.

## Klima
Im Tal herrscht Hochgebirgsklima.

## Almwirtschaft
Vor der Errichtung des Tatra-Nationalparks im Jahr 1954 wurde das Tal für die Almwirtschaft genutzt. Danach wurden die Eigentümer der Almen enteignet bzw. zum Verkauf gezwungen. Die größte Alm im Tal war die Hala Goryczkowa. Im Tal befinden sich noch alte Almhütten.

## Tourismus
Durch das Tal führen keine Wanderwege, jedoch Skipisten. Das Tal ist Teil des Skigebiets Kasprowy Wierch. Im Tal befinden sich zahlreiche Pisten vom Kasprowy Wierch sowie der Skilift Hala Goryczkowa, der vom Talboden auf den Gipfel führt.
Im Tal befand sich eine Schutzhütte, die 1956 durch eine Lawine zerstört wurde.

## Panorama

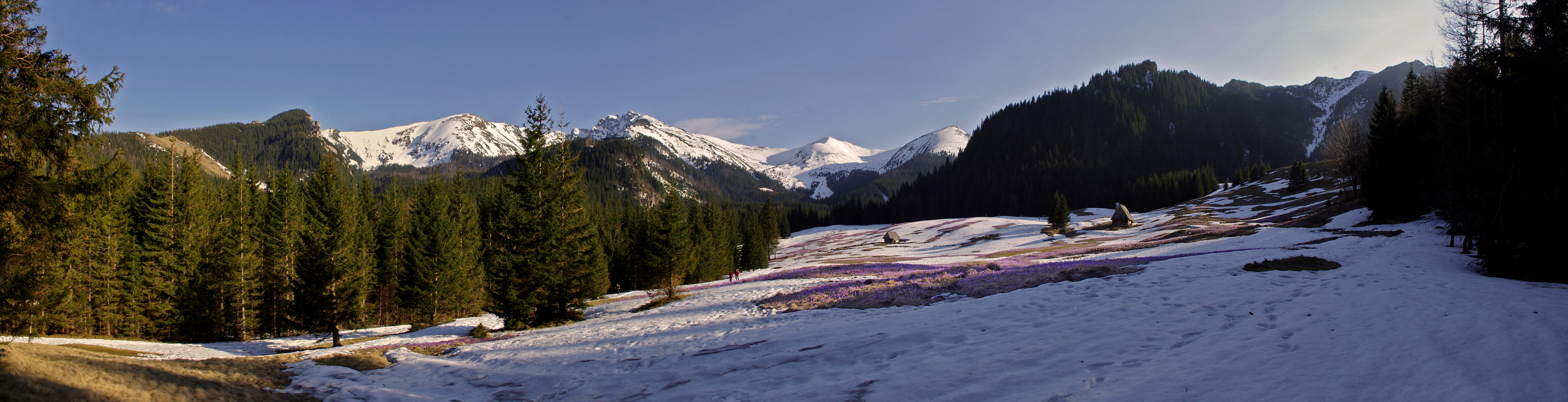
Panorama des Tals von der Alm Kalatówki